# Johannes Winkel
Johannes Winkel (* 28. Oktober 1991 in Kreuztal) ist ein deutscher Politiker (CDU). Er ist seit November 2022 Bundesvorsitzender der Jungen Union und seit 2025 Mitglied des Deutschen Bundestags.

## Leben
Johannes Winkel stammt aus Kreuztal bei Siegen. Seine Mutter ist Krankenschwester, sein Vater arbeitet in einem Software-Unternehmen. Er ist Katholik und war in seiner Jugend Messdiener und in der Kolpingjugend. Das Abitur legte er am Städtischen Gymnasium Kreuztal ab und studierte mit einem Stipendium der Begabtenförderung der Konrad-Adenauer-Stiftung Politikwissenschaft und Jura an der Ludwig-Maximilians-Universität München, der Universität St. Gallen (2014–2015) und der Rheinischen Friedrich-Wilhelms-Universität Bonn.
Im Anschluss an die erste juristische Prüfung 2018 war er wissenschaftlicher Mitarbeiter bei Christian Hillgruber an der Universität Bonn. Mit dem Bestehen des Zweiten Staatsexamens im Juni 2022 ist er Volljurist und arbeitet in einem Düsseldorfer Industrieunternehmen.
Seit seiner Studienzeit ist er Mitglied im Cartellverband der katholischen deutschen Studentenverbindungen (CV) bei der KDStV Rheno-Franconia München und der KDStV Ascania Bonn. Von 2017 bis 2019 war er Bundesvorsitzender der Arbeitsgemeinschaft katholischer Studentenverbände (AGV).

## Politik
Parteipolitisch bezeichnet er sich als Spätzünder. Mit 19 Jahren wurde er bei der JU aktiv und gründete den JU-Stadtverband in Kreuztal mit. Seine parteipolitische Karriere startete er in der JU als Vorsitzender des Bezirks Südwestfalen, 2020 wurde er an die Spitze des JU-Landesverbands NRW gewählt. Bekanntheit erlangte er 2021 durch eine Rede auf dem Deutschlandtag der Jungen Union, indem er sowohl Armin Laschet als auch Markus Söder heftig für den vergangenen Wahlkampf kritisierte und der CDU „inhaltliche Entkernung“ vorwarf.
Bei der Wahl zum JU-Bundesvorsitzenden auf dem Deutschlandtag der Jungen Union am 18. November 2022 erhielt Winkel 87 Prozent der abgegebenen Stimmen; er hatte keine Gegenkandidaten. Winkel trat die Nachfolge von Tilman Kuban an. Winkel trat am 25. Oktober 2024 erneut zu Wahl des Bundesvorsitzenden an und wurde auf dem Deutschlandtag der Jungen Union in Halle an der Saale mit 90,5 Prozent im Amt bestätigt. Als JU-Bundesvorsitzender ist Winkel auch beratendes, nicht stimmberechtigtes Mitglied im CDU-Bundesvorstand.
Zur Bundestagswahl 2025 nominierte ihn seine Partei für eine Kandidatur im Bundestagswahlkreis Düsseldorf II, der den Süden Düsseldorfs umfasst. Er gewann das Direktmandat von der SPD zurück, wodurch er Mitglied des 21. Deutschen Bundestages wurde. Er ist ordentliches Mitglied im Ausschuss für Arbeit und Soziales und stellvertretendes Mitglied im Verteidigungsausschuss.

## Positionen
Winkel ist ein Befürworter des gesetzlichen Mindestlohnes. In seiner Bewerbungsrede um den Bundesvorsitz der Jungen Union 2022 forderte er einen stärkeren Fokus auf die Industriepolitik zu legen. Auf dem Bundesparteitag der CDU trat Winkel mit der Jungen Union für die schrittweise Wiedereinführung der Wehrpflicht ein und setzte sich gegen die Antragskommission des CDU-Bundesparteitags durch.
Das Ergebnis der Bundestagswahl 2025 bezeichnete Winkel als „enttäuschend“ und forderte eine Analyse des Wahlkampfes.
Im Krieg in Israel und Gaza ab 2023 vertritt Winkel eine dezidiert pro-israelische Haltung. Im August 2025 kritisierte er die Entscheidung der Bundesregierung, die Waffenexporte nach Israel teilweise einzuschränken, scharf. Mit Bezug auf ein früheres Zitat von Bundeskanzler Merz konstatierte Winkel: „Israel macht ab heute die Drecksarbeit für uns, nur ohne deutsche Waffen.“